# Anunciació i reis de l'Epifania
Anunciació i Epifania o Anunciació i reis de l'Epifania és el títol d'una pintura que formava part d'un retaule gòtic dedicat a la Verge Maria i que es conserva a la col·lecció permanent del Museu Nacional d'Art de Catalunya. D'autoria incerta, s'ha atribuït a Arnau Bassa o a un pintor del taller dels Bassa anomenat Mestre de Baltimore, especialment per les influències italianes en els traços.
D'aquest retaule marià es conserva la taula lateral esquerra al MNAC i una escena cimera del carrer dret en la qual es representa la Nativitat, al Fogg Art Museum de la Universitat Harvard (Cambridge, Massachusetts). La taula del MNAC presenta l'Anunciació a la part superior i els tres Reis Mags a la inferior, mentre que als dos muntants, un a cada banda de la taula, s'inclouen diverses representacions del santoral cistercenc. Aquesta incidència fa probable que l'origen del retaule fos algun centre monàstic de l'orde del Cister, tot i que en alguna ocasió ha estat relacionat amb la col·legiata de Sant Vicenç de Cardona. Va ser adquirida pel museu el 1906.

## Context històric
Al voltant del segon quart del segle xiv es va produir la difusió i l'arrelament a Catalunya d'un corrent pictòric italianista que en gran part va ser introduït per pintors italians que van treballar al nostre país, sense descartar l'hipotètic viatge d'algun pintor local a Itàlia.
De fet, Catalunya es va convertir aleshores en una de les regions europees més italianitzades pel que fa a la seva pintura, que va incorporar –i en part va domesticar– les grans conquestes de la pintura toscana, especialment florentina i sienesa, en l'àmbit de l'il·lusionisme espacial, el realisme de les figures i en general la humanització i la racionalització dels continguts pictòrics.
El principal corrent autòcton del nou italianisme és el que van protagonitzar Ferrer Bassa i el seu fill Arnau. És precisament al seu taller o al seu cercle que es pot atribuir aquesta taula, procedent d'un notable retaule desmembrat del qual es conserva una altra peça al Fogg Art Museum de Cambridge. El retaule estava dedicat a la Mare de Déu, i els tres reis que apareixen en el registre inferior de la nostra taula cal relacionarlos òbviament amb la imatge central, avui perduda, de la Verge i l'Infant, que presidia el retaule.

## Descripció
La part superior de la taula representa l'Anunciació i la inferior l'Adoració dels Reis Mags, ambdues escenes sobre un fons urbà, en el primer cas un dormitori interior i en el segon una porxada. Envolten les dues taules diversos sants, quatre homes de figura sencera i els bustos de sis santes dins de medallons que flanquegen les quatre fornícules anteriors. La taula conté abundant pa d'or i tons verds i vermells en la policromia de vestits i decoració, tret del vestit de Maria que és blau.

## Anàlisi
Els sants són els propis dels cistercencs, per la qual cosa es creu que la taula podria provenir d'un monestir d'aquest orde. El blau de la Verge simbolitza la puresa i destaca per sobre de la resta de tons per donar més èmfasi a la protagonista de tot el retaule. L'Anunciació segueix l'esquema típic, on un àngel transmet un missatge a Maria, que està llegint. En aquest cas també l'àngel duu un llibre per referir-se a les profecies sobre la vinguda de Jesús. Els Reis Mags estan agenollats amb els seus tributs dins de copes, de les quals destaca l'or del primer rei, el més ancià. La perspectiva dels sostres i columnes del darrere són pròpies de l'estil gòtic, lluny de les presentacions més planes del romànic.